# Aterrados
Aterrados is een Argentijnse horrorfilm uit 2017, geregisseerd door Demián Rugna.

## Verhaal
In Buenos Aires woont Clara samen met haar man, Juan. Clara hoort al dagen rare stemmen uit de leidingen van de kraan komen. Ze vertelt hem dat ze heeft gehoord dat ze haar willen vermoorden. Die nacht wordt Juan wakker doordat hij geluiden hoort, die klinken alsof er op de muur wordt gebonkt. In eerste instantie denkt hij dat het de buurman, Walter, is. Als hij vervolgens de badkamer inloopt ziet hij dat het zijn vrouw was, die van de ene naar de andere kant van de kamer wordt gegooid, door een onzichtbare kracht.
De buurman Walter heeft ook last van rare gebeurtenissen in zijn huis. Zijn bed wordt constant verplaatst, het licht valt uit en hij ziet schaduwen van andere mensen. Om zeker te weten dat hij niet gek is geworden, besluit hij een filmcamera op te hangen om te kijken wat er gebeurt. Hij ziet een naakte man, die onder zijn bed kruipt en in zijn kledingkast gaat zitten. Als hij in de kledingkast gaat kijken zit er niemand, maar wanneer hij zich omdraait wordt hij vermoord door het wezen.
Bij de overbuurvrouw, Alicia, is haar zoon net om het leven gekomen door een aanrijding. Commissaris Funes, de ex van Alicia, belt Jano, een paranormaal onderzoeker, dat er iets raars aan de hand is en dat hij meteen moet komen. Funes vertelt hem dat het jongetje is opgestaan uit zijn graf en teruggelopen is naar het huis en daar nu aan de keukentafel zit. Na een overleg besluiten ze de jongen in een vrieskist te leggen, om hem zo ongezien terug te kunnen brengen naar de begraafplaats.
Buiten ziet Jano een andere paranormale onderzoeker, Mora Albreck, die hij herkent van lezingen die hij heeft bezocht. Albreck was op zoek naar Walter, die haar had ingeschakeld vanwege de rare gebeurtenissen. Walter is echter niet aanwezig. Albreck en Jano gaan samen met Rosentock, een andere onderzoeker, naar de psychiatrische inrichting, om Juan te bezoeken. Ze vertellen hem dat ze hem geloven, maar wel toestemming willen om zijn huis te kunnen bezoeken.
Nadat ze toestemming hebben gekregen besluiten ze die avond op te splitsen. Rosentock en Funes gaan naar het huis van Alicia, maar gedurende de nacht gebeuren bijzondere dingen. Door de hand van Rosentock wordt ineens een mes gestoken en hij voelt dat zijn bloed wordt opgezogen. Als Funes met Jano belt hoort hij hem na een tijdje niet meer praten. Als hij in het huis waar hij zich bevindt gaat kijken, ziet hij dat Jano is opgesloten in een kast en dat er glas in zijn ogen zit. Als hij aan Albreck gaat vragen wat er allemaal aan de hand is zegt ze dat hij zich niet te veel zorgen moet maken en dat je niet alles moet geloven wat je ziet. Vervolgens wordt ze door een wezen vastgepakt en wordt haar hoofd tegen de muur geslagen. Funes valt neer en wordt even later pas weer wakker. Hij vertelt Alicia dat hij snel naar het ziekenhuis moet, omdat hij denkt dat hij een hartstilstand heeft gehad, maar als hij ziet dat ze haar zoon weer uit het graf heeft gehaald en achter in de auto heeft gezet stapt hij in zijn eigen auto. Hij bedenkt dat er maar één oplossing is; hij moet de huizen in de fik zetten.
Terug in het ziekenhuis ondervraagt de politie Juan, maar hij vertelt hun dat er een man achter hen staat. Als ze omkijken zien ze niets. Vervolgens vliegt er een stoel door de kamer en eindigt de film.

## Rolverdeling
| Acteur             | Personage         |
| ------------------ | ----------------- |
| Maximiliano Ghione | Commissaris Funes |
| Norberto Gonzalo   | Jano              |
| Elvira Onetto      | Mora Albreck      |
| George L. Lewis    | Rosentock         |
| Julieta Vallina    | Alicia            |
| Demián Salomón     | Walter            |
| Agustín Rittano    | Juan              |
| Natalia Señorales  | Clara             |
| Matias Rascovschi  | Niño (de jongen)  |
| Lorenzo Langer     | Patricio          |

## Ontvangst
Op Rotten Tomatoes geeft 77% van de 13 recensenten de film een positieve recensie, met een gemiddelde score van 6.84/10. Het publiek geeft een gemiddelde score van 3.67/5.